# Soyapango
Soyapango – miasto w środkowym Salwadorze, w zespole miejskim San Salvador, stanowi wschodnie przedmieścia stolicy kraju. Ludność: 241,4 tys.(spis z 2007): 428,3 tys. (szacunki z 2013). Drugie co do wielkości miasto kraju. 
Ośrodek handlowy regionu uprawy zbóż i trzciny cukrowej oraz hodowli drobiu. Rozwinął się tutaj przemysł spożywczy i odzieżowy.